# Jamaica nos Jogos Pan-Americanos de 1983
A Jamaica competiu nos Jogos Pan-Americanos de 1983 em Caracas, Venezuela, de 14 a 29 de agosto de 1983. Conquistou seis medalhas nesta edição.